# Čarodinskij rajon
Il Čarodinskij rajon (in russo Чародинский район?) è un distretto municipale del Daghestan, situato nel Caucaso.